# Rhynchospora
Genre
Synonymes
- Asteroschoenus Nees[2]
- Astroschoenus Lindl.[2]
- Calyptrolepis Steud.[2]
- Calyptrostylis Nees[2]
- Cephaloschoenus Nees[2]
- Ceratoschoenus Nees[2]
- Chaetospora Kunth[2]
- Dichroma Ham.[2]
- Dichromena Michx.[2]
- Diplochaete Nees[2]

Rhynchospora est un genre de plantes de la famille des Cyperaceae.

## Liste des sous-espèces, variétés, formes et espèces
Selon World Checklist of Selected Plant Families (WCSP) (4 avril 2018) :
- Rhynchospora aberrans C.B.Clarke, Bull. Misc. Inform. Kew (1908)
- Rhynchospora acanthoma A.C.Araújo & Longhi-Wagner (2008)
- Rhynchospora affinis W.Fitzg. (1918)
- Rhynchospora agostiniana T.Koyama (1972)
- Rhynchospora alba (L.) Vahl (1805)
- Rhynchospora albescens (Miq.) Kük. (1951)
- Rhynchospora albiceps Kunth (1837)
- Rhynchospora albida (Nees) Boeckeler (1873)
- Rhynchospora albobracteata A.C.Araújo (2012)
- Rhynchospora albomarginata Kük. (1921)
- Rhynchospora albotuberculata Kük. (1943)
- Rhynchospora almensis D.A.Simpson (1995)
- Rhynchospora amazonica Poepp. ex Kunth (1837)
  - sous-espèce Rhynchospora amazonica subsp. amazonica
  - sous-espèce Rhynchospora amazonica subsp. guianensis (Kük.) T.Koyama (1972)
- Rhynchospora andresii Gómez-Laur. (1982)
- Rhynchospora angolensis Turrill (1914)
- Rhynchospora angosturensis W.W.Thomas (1984)
- Rhynchospora angustifolia Palla, Denkschr. Kaiserl. Akad. Wiss. (1908)
- Rhynchospora angustipaniculata M.T.Strong (2001)
- Rhynchospora arenicola Uittien (1925)
- Rhynchospora argentea Standl. (1916)
- Rhynchospora aripoensis Britton (1921 publ. 1922)
- Rhynchospora aristata Boeckeler (1857)
  - variété Rhynchospora aristata var. moritziana (Boeckeler) Kük. (1949)
  - variété Rhynchospora aristata var. suberecta Kük. (1926)
- Rhynchospora armerioides J.Presl & C.Presl (1828)
- Rhynchospora asperula (Nees) Steud. (1855)
- Rhynchospora ayangannensis M.T.Strong (2001)
- Rhynchospora bakhuisensis M.T.Strong (2001)
- Rhynchospora baldwinii A.Gray (1835)
- Rhynchospora barbata (Vahl) Kunth (1837)
- Rhynchospora barrosiana Guagl. (1979)
- Rhynchospora berteroi (Spreng.) C.B.Clarke (1900)
- Rhynchospora biflora Boeckeler (1871)
- Rhynchospora blepharophora (J.Presl & C.Presl) H.Pfeiff. (1935)
- Rhynchospora boeckeleriana Silva Filho & Boldrini (2017)
- Rhynchospora boivinii Boeckeler (1874)
- Rhynchospora bolivarana Steyerm., Fieldiana (1951)
- Rhynchospora boliviensis C.B.Clarke, Bull. Misc. Inform. Kew (1908)
- Rhynchospora boninensis Nakai ex Tuyama (1935)
- Rhynchospora brachychaeta C.Wright (1871)
- Rhynchospora bracteovillosa A.C.Araújo & W.W.Thomas (2003)
- Rhynchospora brasiliensis Boeckeler (1879)
- Rhynchospora brevifoliata (Kük.) Greuter & R.Rankin (2016)
- Rhynchospora brevirostris Griseb. (1866)
- Rhynchospora breviuscula H.Pfeiff. (1935)
- Rhynchospora brittonii Gale (1944)
- Rhynchospora brunnea Boeckeler (1873)
- Rhynchospora bucherorum León (1946)
- Rhynchospora cabecarae Gómez-Laur. (1995)
- Rhynchospora cacuminicola Gale (1944)
- Rhynchospora caduca Elliott (1816)
- Rhynchospora caduciglumis P.Weber & R.Trevis. (2017)
- Rhynchospora caesionux T.Koyama (1972)
- Rhynchospora cajennensis Boeckeler (1874)
- Rhynchospora calderana D.A.Simpson (1987)
- Rhynchospora californica Gale (1944)
- Rhynchospora candida (Nees) Boeckeler (1873)
- Rhynchospora capillacea Torr. (1823)
- Rhynchospora capillifolia Boeckeler (1890)
- Rhynchospora capitata (Kunth) Roem. & Schult., Syst. Veg. (1817)
- Rhynchospora capitellata (Michx.) Vahl (1805)
- Rhynchospora caracasana (Kunth) Boeckeler (1873)
- Rhynchospora careyana Fernald (1918)
- Rhynchospora cariciformis Nees (1842)
- Rhynchospora carrillensis Gómez-Laur. (1984)
- Rhynchospora castanea T.Koyama, Bull. Natl. Sci. Mus. Tokyo (1976)
- Rhynchospora catharinensis Barros (1967)
- Rhynchospora caucasica Palla (1913)
- Rhynchospora cephalantha A.Gray (1835)
- Rhynchospora cephalotes (L.) Vahl (1805)
- Rhynchospora cephalotoides Griseb. (1866)
- Rhynchospora cernua Griseb. (1866)
- Rhynchospora chalarocephala Fernald & Gale (1940)
- Rhynchospora chapmanii M.A.Curtis, Amer. J. Sci. Arts, ser. 2 (1849)
- Rhynchospora chimantensis W.W.Thomas (1982)
- Rhynchospora chinensis Nees & Meyen (1834)
  - variété Rhynchospora chinensis var. curvoaristata (Tuyama) Ohwi, Mem. Coll. Sci. Kyoto Imp. Univ., Ser. B (1944)
  - sous-espèce Rhynchospora chinensis subsp. spiciformis (Hillebr.) T.Koyama (1989)
- Rhynchospora ciliaris (Michx.) C.Mohr (1901)
- Rhynchospora ciliolata Boeckeler (1873)
- Rhynchospora colorata (L.) H.Pfeiff. (1935)
- Rhynchospora comata (Link) Schult. (1824)
- Rhynchospora compressa J.Carey ex Chapm. (1860)
- Rhynchospora conferta (Nees) Boeckeler (1873)
- Rhynchospora confinis (Nees) C.B.Clarke, Bull. Misc. Inform. Kew (1908)
- Rhynchospora confusa Ballard (1934)
- Rhynchospora consanguinea (Kunth) Boeckeler (1873)
- Rhynchospora contracta (Nees) J.Raynal, Adansonia, n.s. (1978)
- Rhynchospora cordatachenia M.T.Strong (2005)
- Rhynchospora coriifolia Boeckeler (1874)
- Rhynchospora corniculata (Lam.) A.Gray (1835)
- Rhynchospora corymbosa (L.) Britton (1892)
- Rhynchospora crinigera Boeckeler (1888)
- Rhynchospora crinipes Gale (1944)
- Rhynchospora crispa Gale (1944)
- Rhynchospora croydonensis R.Booth (2015)
- Rhynchospora cubensis A.Rich. (1850)
- Rhynchospora curtissii Britton (1903)
- Rhynchospora curvula Griseb. (1864)
- Rhynchospora davidsei W.W.Thomas (1992)
- Rhynchospora debilis Gale (1944)
- Rhynchospora decurrens Chapm. (1860)
- Rhynchospora dentinux C.B.Clarke, Bull. Misc. Inform. Kew (1908)
- Rhynchospora depauperata Palla, Denkschr. Kaiserl. Akad. Wiss. (1908)
- Rhynchospora depressa (Kük.) Gale (1944)
- Rhynchospora depressirostris M.T.Strong (2000)
- Rhynchospora diodon (Nees) Griseb. (1866)
- Rhynchospora dissitiflora Steud. ex Boeckeler (1873)
- Rhynchospora dissitispicula T.Koyama, Bull. Natl. Sci. Mus. Tokyo (1976)
- Rhynchospora divaricata (Ham.) M.T.Strong (2005)
- Rhynchospora divergens Chapm. ex M.A.Curtis, Amer. J. Sci. Arts, ser. 2 (1849)
- Rhynchospora dives Standl., Publ. Field Columb. Mus. (1938)
- Rhynchospora domingensis Urb. (1912)
- Rhynchospora donselaarii M.T.Strong (2001)
- Rhynchospora duckei Gross (1941)
- Rhynchospora duidae Steyerm., Fieldiana (1951)
- Rhynchospora durangensis Kral & W.W.Thomas (1986)
- Rhynchospora ebracteata (Standl.) H.Pfeiff. (1921)
- Rhynchospora eburnea Kral & W.W.Thomas (1988)
- Rhynchospora edwalliana Boeckeler (1895)
- Rhynchospora elatior Kunth (1837)
- Rhynchospora elegantula Maury (1889)
- Rhynchospora elliottii A.Dietr. (1833)
- Rhynchospora emaciata (Nees) Boeckeler (1869 publ. 1870)
- Rhynchospora enmanuelis Luceño & Rocha (2002)
- Rhynchospora eurycarpa A.C.Araújo & Longhi-Wagner (2004)
- Rhynchospora exaltata Kunth (1837)
- Rhynchospora exilis Boeckeler (1880)
- Rhynchospora eximia (Nees) Boeckeler (1873)
- Rhynchospora exserta C.B.Clarke, Bull. Misc. Inform. Kew (1908)
- Rhynchospora faberi C.B.Clarke, J. Linn. Soc. (1903)
- Rhynchospora fallax Uittien (1925)
- Rhynchospora fascicularis (Michx.) Vahl (1805)
  - sous-espèce Rhynchospora fascicularis subsp. sierrensis W.W.Thomas (1992)
- Rhynchospora fauriei Franch., Bull. Annuel Soc. Philom. Paris, sér. 7 (1886)
- Rhynchospora fernaldii Gale (1944)
- Rhynchospora filifolia A.Gray (1836)
- Rhynchospora filiformis Vahl (1805)
- Rhynchospora floridensis (Britton ex Small) H.Pfeiff. (1940)
- Rhynchospora fujiiana Makino (1903)
- Rhynchospora fusca (L.) W.T.Aiton (1810)
- Rhynchospora gageri Britton (1917)
- Rhynchospora galeana Naczi, W.M.Knapp & G.Moor (2010)
- Rhynchospora gigantea Link (1820)
- Rhynchospora glaziovii Boeckeler (1874)
- Rhynchospora globosa (Kunth) Roem. & Schult., Syst. Veg. (1817)
  - variété Rhynchospora globosa var. tenuifolia León (1946)
- Rhynchospora globularis (Chapm.) Small (1933)
  - variété Rhynchospora globularis var. pinetorum (Britton & Small) Gale (1944)
  - variété Rhynchospora globularis var. saxicola (Small) Kük. (1950)
- Rhynchospora glomerata (L.) Vahl (1805)
- Rhynchospora gollmeri Boeckeler (1873)
- Rhynchospora gracilenta A.Gray (1835)
- Rhynchospora gracillima Thwaites (1864)
  - sous-espèce Rhynchospora gracillima subsp. subquadrata (Cherm.) J.Raynal, Adansonia, n.s. (1967)
- Rhynchospora grandifolia Boeckeler (1898)
- Rhynchospora grayi Kunth (1837)
- Rhynchospora guaramacalensis M.T.Strong (2006)
- Rhynchospora × hakkodensis Mochizuki (1977)
- Rhynchospora harperi Small (1933)
- Rhynchospora harveyi W.Boott (1884)
  - variété Rhynchospora harveyi var. culixa (Gale) Kral (1999)
- Rhynchospora hassleri C.B.Clarke, Bull. Herb. Boissier, sér. 2 (1903)
- Rhynchospora hatschbachii T.Koyama, Bull. Natl. Sci. Mus. Tokyo (1976)
- Rhynchospora heterochaeta S.T.Blake (1939 publ. 1940)
- Rhynchospora heterolepis Boeckeler (1896)
- Rhynchospora hieronymi Boeckeler (1888)
  - variété Rhynchospora hieronymi var. montevidensis Barros (1945)
- Rhynchospora hildebrandtii Boeckeler (1884)
- Rhynchospora hirsuta (Vahl) Vahl (1805)
- Rhynchospora hirta (Nees) Boeckeler (1869)
- Rhynchospora hirticeps (Kük.) T.Koyama (1979)
- Rhynchospora hispidula Griseb. (1866)
- Rhynchospora holoschoenoides (Rich.) Herter (1953)
- Rhynchospora hookeri Boeckeler (1873)
- Rhynchospora iberae Guagl. (1982)
- Rhynchospora ierensis C.D.Adams (1987)
- Rhynchospora imeriensis (Kük.) W.W.Thomas (1996 publ. 1997)
- Rhynchospora immensa Kük. (1921)
- Rhynchospora inexpansa (Michx.) Vahl (1805)
- Rhynchospora intermedia (Chapm.) Britton (1892)
- Rhynchospora intermixta C.Wright (1871)
- Rhynchospora inundata (Oakes) Fernald (1918)
- Rhynchospora jaliscensis McVaugh (1990)
- Rhynchospora jamaicensis Britton (1914)
- Rhynchospora joveroensis Britton (1917)
- Rhynchospora jubata Liebm. (1850)
- Rhynchospora junciformis (Kunth) Boeckeler (1858)
- Rhynchospora killipii Gross, Publ. Field Columb. Mus. (1931)
- Rhynchospora knieskernii J.Carey, Amer. J. Sci. Arts, ser. 2 (1847)
- Rhynchospora kunthii Nees ex Kunth (1837)
- Rhynchospora lapensis C.B.Clarke, Bull. Misc. Inform. Kew (1908)
- Rhynchospora latibracteata Guagl. (2001)
- Rhynchospora latifolia (Baldwin ex Elliott) W.W.Thomas (1984)
- Rhynchospora leae C.B.Clarke, Bull. Misc. Inform. Kew (1908)
- Rhynchospora legrandii Kük. ex Barros (1941)
- Rhynchospora leptocarpa (Chapm. ex Britton) Small (1933)
- Rhynchospora leptorhyncha C.Wright (1971)
- Rhynchospora leucoloma A.C.Araújo & Longhi-Wagner (2003)
- Rhynchospora leucostachys Boeckeler (1896)
- Rhynchospora lindeniana Griseb. (1866)
- Rhynchospora lindmanii H.Pfeiff. (1940)
- Rhynchospora locuples C.B.Clarke (1904)
- Rhynchospora loefgrenii Boeckeler (1890)
- Rhynchospora longa (Lindm.) H.Pfeiff. (1935)
- Rhynchospora longibracteata Boeckeler (1873)
- Rhynchospora longiflora C.Presl (1831)
- Rhynchospora longisetis R.Br. (1810)
- Rhynchospora luetzelburgiana Kük. (1944)
- Rhynchospora macra (C.B.Clarke ex Britton) Small (1933)
- Rhynchospora macrochaeta Steud. ex Boeckeler (1873)
  - variété Rhynchospora macrochaeta var. triceps Kük. (1949)
- Rhynchospora macrostachya Torr. ex A.Gray (1835)
- Rhynchospora maguireana T.Koyama (1972)
- Rhynchospora malasica C.B.Clarke (1893)
- Rhynchospora mandonii C.B.Clarke, Bull. Misc. Inform. Kew (1908)
- Rhynchospora marcelo-guerrae Luceño & M.Alves (1997)
- Rhynchospora marisculus Lindl. & Nees (1842)
- Rhynchospora marliniana Naczi, W.M.Knapp & W.W.Thomas (2012)
- Rhynchospora marquisensis F.Br. (1931)
- Rhynchospora mayarensis León (1946)
- Rhynchospora megalocarpa A.Gray (1835)
- Rhynchospora megaplumosa E.L.Bridges & Orzell (2000)
- Rhynchospora megapotamica (A.Spreng.) H.Pfeiff. (1943)
- Rhynchospora melanocarpa A.C.Araújo & W.W.Thomas (2003)
- Rhynchospora mendoncana Boeckeler (1890)
- Rhynchospora metralis C.B.Clarke, Bull. Misc. Inform. Kew (1908)
- Rhynchospora mexicana (Liebm.) Steud. (1855)
- Rhynchospora microcarpa Baldwin ex A.Gray (1835)
- Rhynchospora microcephala (Britton) Britton (1903)
- Rhynchospora miliacea (Lam.) A.Gray (1835)
- Rhynchospora minor Nees (1842)
- Rhynchospora mixta Britton (1903)
- Rhynchospora modesti-lucennoi Castrov. (1995 publ. 1996)
- Rhynchospora mollis (Wall.) Schult. (1824)
- Rhynchospora montana (Uittien) H.Pfeiff. (1935)
- Rhynchospora nanuzae Rocha & Luceño (2002)
- Rhynchospora nardifolia (Kunth) Boeckeler (1873)
- Rhynchospora neesii Steud. (1855)
- Rhynchospora nervosa (Vahl) Boeckeler (1869)
- Rhynchospora nipensis Britton (1917)
- Rhynchospora nitens (Vahl) A.Gray, Manual (1867)
- Rhynchospora nivea Boeckeler (1873)
- Rhynchospora nuda Gale (1944)
- Rhynchospora odorata C.Wright ex Griseb. (1866)
- Rhynchospora oligantha A.Gray (1835)
- Rhynchospora oreoboloidea Gómez-Laur. (1982)
- Rhynchospora organensis C.B.Clarke, Bull. Misc. Inform. Kew (1908)
- Rhynchospora pallida M.A.Curtis, Amer. J. Sci. Arts, ser. 2 (1849)
- Rhynchospora palustris Boeckeler (1890)
- Rhynchospora panicifolia Maury (1888)
- Rhynchospora papillosa W.W.Thomas (1984)
- Rhynchospora paraensis Schrad. ex Kunth (1837)
- Rhynchospora paramora Steyerm., Fieldiana (1951)
- Rhynchospora paranaensis A.C.Araújo & W.W.Thomas (2004)
- Rhynchospora patuligluma C.B.Clarke ex Lindm. (1900)
- Rhynchospora pedersenii Guagl. (2001)
- Rhynchospora perplexa Britton (1903)
- Rhynchospora perrieri Cherm. (1923)
- Rhynchospora pilosa Boeckeler (1873)
- Rhynchospora pirrensis W.W.Thomas (1986)
- Rhynchospora planifolia (T.Koyama) W.W.Thomas (1996 publ. 1997)
- Rhynchospora pleiantha (Kük.) Gale (1944)
- Rhynchospora plumosa Elliott (1816)
- Rhynchospora pluricarpa Pilg. (1901)
- Rhynchospora plusquamrobusta Luceño & M.Martins (1999)
- Rhynchospora polyantha Steud. (1855)
- Rhynchospora polyphylla (Vahl) Vahl (1805)
- Rhynchospora polystachys (Turrill) H.Pfeiff. (1935)
- Rhynchospora praecincta Maury ex Micheli (1890)
- Rhynchospora prenteloupiana Boeckeler (1888)
- Rhynchospora pruinosa Griseb. (1862)
- Rhynchospora pseudomacrostachya Gerry Moore, Guagl. & Zartman (2002 publ. 2003)
- Rhynchospora pterochaeta F.Muell. (1875)
- Rhynchospora pubera (Vahl) Boeckeler (1873)
  - sous-espèce Rhynchospora pubera subsp. parvula W.W.Thomas (1984)
- Rhynchospora pubisquama M.T.Strong (2001)
- Rhynchospora punctata Elliott (1816)
- Rhynchospora pura (Nees) Griseb. (1864)
- Rhynchospora racemosa C.Wright (1871)
- Rhynchospora radicans (Schltdl. & Cham.) H.Pfeiff. (1935)
  - sous-espèce Rhynchospora radicans subsp. microcephala (Bertero ex Spreng.) W.W.Thomas (1984)
- Rhynchospora rariflora (Michx.) Elliott (1816)
- Rhynchospora recognita (Gale) Kral (1999)
- Rhynchospora recurvata (Nees) Steud. (1855)
- Rhynchospora reptans (Rich.) Kük. (1951)
- Rhynchospora ridleyi C.B.Clarke, Bull. Misc. Inform. Kew (1908)
- Rhynchospora riedeliana C.B.Clarke, Bull. Misc. Inform. Kew (1908)
- Rhynchospora rigidifolia (Gilly) T.Koyama (1972)
  - sous-espèce Rhynchospora rigidifolia subsp. capillacea T.Koyama (1972)
- Rhynchospora riparia (Nees) Boeckeler (1873)
- Rhynchospora robusta (Kunth) Boeckeler (1973)
- Rhynchospora roraimae Kük. (1921)
- Rhynchospora rosae W.W.Thomas (1992)
- Rhynchospora rosemariana D.A.Simpson (1989)
- Rhynchospora rostrata Lindm. (1900)
- Rhynchospora rubra (Lour.) Makino (1903)
  - sous-espèce Rhynchospora rubra subsp. africana J.Raynal, Adansonia, n.s. (1967)
  - sous-espèce Rhynchospora rubra subsp. senegalensis J.Raynal, Adansonia, n.s. (1967)
- Rhynchospora rudis C.B.Clarke, Bull. Misc. Inform. Kew (1908)
- Rhynchospora rugosa (Vahl) Gale (1944)
  - sous-espèce Rhynchospora rugosa subsp. americana (Guagl.) Govaerts (2007)
  - sous-espèce Rhynchospora rugosa subsp. brownii (Roem. & Schult.) T.Koyama (1978)
  - sous-espèce Rhynchospora rugosa subsp. lavarum (Gaudich.) T.Koyama (1989)
    - forme Rhynchospora rugosa f. ponapensis (Hosok.) T.Koyama (1964)
- Rhynchospora ruiziana Boeckeler (1873)
- Rhynchospora rupestris A.C.Araújo & W.W.Thomas (2008)
- Rhynchospora rupicola M.T.Strong (2001)
- Rhynchospora sampaioana Gross (1931)
- Rhynchospora sanariapensis Steyerm., Fieldiana (1951)
- Rhynchospora sartoriana Boeckeler (1857)
- Rhynchospora saxisavannicola M.T.Strong (2005)
- Rhynchospora scabrata Griseb. (1866)
- Rhynchospora schiedeana (Schltdl.) Kunth (1837)
- Rhynchospora schmidtii Kük. (1926)
- Rhynchospora schomburgkiana (Boeckeler) T.Koyama (1972)
- Rhynchospora schottmuelleri Boeckeler (1882)
- Rhynchospora scirpoides (Torr.) Griseb. (1866)
- Rhynchospora sclerioides Hook. & Arn. (1832)
- Rhynchospora scutellata Griseb. (1866)
- Rhynchospora sellowiana Steud. (1855)
- Rhynchospora semiinvolucrata J.Presl & C.Presl (1828)
- Rhynchospora seslerioides Griseb. (1866)
- Rhynchospora setigera (Kunth) Griseb. (1864)
- Rhynchospora shaferi Britton (1917)
- Rhynchospora siguaneana Britton (1917)
- Rhynchospora simplex (Kük.) Kük. (1949)
- Rhynchospora smithii W.W.Thomas (1984)
- Rhynchospora sola Gale (1944)
- Rhynchospora solitaria R.M.Harper (1901)
- Rhynchospora speciosa (Kunth) Boeckeler (1873)
- Rhynchospora spectabilis Hochst. ex C.Krauss (1845)
- Rhynchospora splendens Lindm. (1900)
- Rhynchospora spruceana C.B.Clarke, Bull. Misc. Inform. Kew (1908)
- Rhynchospora squamulosa Kük. (1926)
- Rhynchospora stenocarpa Kunth (1837)
- Rhynchospora stenophylla Chapm. (1860)
- Rhynchospora steyermarkii T.Koyama (1972)
- Rhynchospora stokesii F.Br. (1931)
- Rhynchospora stolonifera (Nees) Boeckeler (1873)
- Rhynchospora stricta Boeckeler (1873)
- Rhynchospora subdicephala T.Koyama, Bull. Natl. Sci. Mus. Tokyo (1976)
- Rhynchospora subimberbis Griseb. (1866)
- Rhynchospora sublanata Lindeman & Donsel. (1971)
- Rhynchospora submarginata Kük. (1949)
- Rhynchospora subplumosa C.B.Clarke, Bull. Misc. Inform. Kew (1908)
- Rhynchospora subsetigera H.Pfeiff. (1940)
- Rhynchospora subsetosa C.B.Clarke, Bull. Misc. Inform. Kew (1908)
- Rhynchospora subtenuifolia Kük. (1949)
- Rhynchospora subtilis Boeckeler (1888)
- Rhynchospora talamancensis Gómez-Laur. & W.W.Thomas (1992)
- Rhynchospora tenella (Nees) Boeckeler (1873)
- Rhynchospora tenerrima Nees ex Spreng. (1827)
  - sous-espèce Rhynchospora tenerrima subsp. microcarpa J.Raynal, Adansonia, n.s. (1967)
- Rhynchospora tenuifolia Griseb. (1866)
- Rhynchospora tenuis Link (1820)
  - sous-espèce Rhynchospora tenuis subsp. austrobrasiliensis T.Koyama (1972)
- Rhynchospora tepuiana Steyerm., Fieldiana (1951)
- Rhynchospora terminalis (Nees) Steud. (1855)
- Rhynchospora testacea Boeckeler (1869)
- Rhynchospora thornei Kral (1977)
- Rhynchospora tomentosa Steyerm., Fieldiana (1951)
- Rhynchospora torresiana Britton & Standl. (1925)
- Rhynchospora torreyana A.Gray (1835)
- Rhynchospora tracyi Britton (1892)
- Rhynchospora trichochaeta C.B.Clarke, Bull. Misc. Inform. Kew (1908)
- Rhynchospora trichophora Nees (1842)
- Rhynchospora triflora Vahl (1805)
- Rhynchospora trispicata (Nees) Schrad. ex Steud. (1855)
- Rhynchospora tuerckheimii C.B.Clarke ex Kük. (1949)
- Rhynchospora umbraticola Poepp. & Kunth (1837)
- Rhynchospora unisetosa T.Koyama (1972)
- Rhynchospora urbanii Boeckeler (1888)
- Rhynchospora velutina (Kunth) Boeckeler (1869)
- Rhynchospora vulcani Boeckeler (1873)
- Rhynchospora warmingii Boeckeler (1869)
- Rhynchospora waspamensis Kral & W.W.Thomas (1988)
- Rhynchospora watsonii (Britton) Davidse (1974)
- Rhynchospora widgrenii Boeckeler (1890)
- Rhynchospora wightiana (Nees) Steud. (1855)
- Rhynchospora wrightiana Boeckeler (1890)
- Rhynchospora zacualtipanensis M.T.Strong (2000)

Selon The Plant List (4 avril 2018) :
- Rhynchospora aberrans C.B.Clarke
- Rhynchospora acanthoma A.C.Araújo & Longhi-Wagner
- Rhynchospora affinis W.Fitzg.
- Rhynchospora agostiniana T.Koyama
- Rhynchospora alba (L.) Vahl
- Rhynchospora albescens (Miq.) Kük.
- Rhynchospora albiceps Kunth
- Rhynchospora albida (Nees) Boeckeler
- Rhynchospora albomarginata Kük.
- Rhynchospora albotuberculata Kük.
- Rhynchospora almensis D.A.Simpson
- Rhynchospora amazonica Poepp. ex Kunth
- Rhynchospora andresii Gómez-Laur.
- Rhynchospora angolensis Turrill
- Rhynchospora angosturensis W.W.Thomas
- Rhynchospora angustifolia Palla
- Rhynchospora angustipaniculata M.T.Strong
- Rhynchospora arenicola Uittien
- Rhynchospora argentea Standl.
- Rhynchospora aripoensis Britton
- Rhynchospora aristata Boeckeler
- Rhynchospora armerioides J.Presl & C.Presl
- Rhynchospora asperula (Nees) Steud.
- Rhynchospora ayangannensis M.T.Strong
- Rhynchospora bakhuisensis M.T.Strong
- Rhynchospora baldwinii A.Gray
- Rhynchospora barbata (Vahl) Kunth
- Rhynchospora barrosiana Guagl.
- Rhynchospora berteroi (Spreng.) C.B.Clarke
- Rhynchospora biflora Boeckeler
- Rhynchospora blepharophora (J.Presl & C.Presl) H.Pfeiff.
- Rhynchospora boivinii Boeckeler
- Rhynchospora bolivarana Steyerm.
- Rhynchospora boliviensis C.B.Clarke
- Rhynchospora boninensis Nakai ex Tuyama
- Rhynchospora brachychaeta C.Wright
- Rhynchospora bracteovillosa A.C.Araujo & W.W.Thomas
- Rhynchospora brasiliensis Boeckeler
- Rhynchospora brevirostris Griseb.
- Rhynchospora breviuscula H.Pfeiff.
- Rhynchospora brittonii Gale
- Rhynchospora brunnea Boeckeler
- Rhynchospora bucherorum León
- Rhynchospora cabecarae Gómez-Laur.
- Rhynchospora cacuminicola Gale
- Rhynchospora caduca Elliott
- Rhynchospora caesionux T.Koyama
- Rhynchospora cajennensis Boeckeler
- Rhynchospora calderana D.A.Simpson
- Rhynchospora californica Gale
- Rhynchospora candida (Nees) Boeckeler
- Rhynchospora capillacea Torr.
- Rhynchospora capillifolia Boeckeler
- Rhynchospora capitata (Kunth) Roem. & Schult.
- Rhynchospora capitellata (Michx.) Vahl
- Rhynchospora caracasana (Kunth) Boeckeler
- Rhynchospora careyana Fernald
- Rhynchospora cariciformis Nees
- Rhynchospora carrillensis Gómez-Laur.
- Rhynchospora castanea T.Koyama
- Rhynchospora catharinensis Barros
- Rhynchospora caucasica Palla
- Rhynchospora cephalantha A.Gray
- Rhynchospora cephalotes (L.) Vahl
- Rhynchospora cernua Griseb.
- Rhynchospora chalarocephala Fernald & Gale
- Rhynchospora chapmanii M.A.Curtis
- Rhynchospora chimantensis W.W.Thomas
- Rhynchospora chinensis Nees & Meyen
- Rhynchospora ciliaris (Michx.) C.Mohr
- Rhynchospora ciliolata Boeckeler
- Rhynchospora colorata (L.) H.Pfeiff.
- Rhynchospora comata (Link) Schult.
- Rhynchospora compressa J.Carey ex Chapm.
- Rhynchospora confinis (Nees) C.B.Clarke
- Rhynchospora confusa Ballard
- Rhynchospora consanguinea (Kunth) Boeckeler
- Rhynchospora contracta (Nees) J.Raynal
- Rhynchospora cordatachenia M.T.Strong
- Rhynchospora coriifolia Boeckeler
- Rhynchospora corniculata (Lam.) A.Gray
- Rhynchospora corymbosa (L.) Britton
- Rhynchospora crinigera Boeckeler
- Rhynchospora crinipes Gale
- Rhynchospora crispa Gale
- Rhynchospora cubensis A.Rich.
- Rhynchospora curtissii Britton
- Rhynchospora curvula Griseb.
- Rhynchospora davidsei W.W.Thomas
- Rhynchospora debilis Gale
- Rhynchospora decurrens Chapm.
- Rhynchospora dentinux C.B.Clarke
- Rhynchospora depauperata Palla
- Rhynchospora depressa (Kük.) Gale
- Rhynchospora depressirostris M.T.Strong
- Rhynchospora diodon (Nees) Griseb.
- Rhynchospora dissitiflora Steud. ex Boeckeler
- Rhynchospora dissitispicula T.Koyama
- Rhynchospora divaricata (Ham.) M.T.Strong
- Rhynchospora divergens Chapm. ex M.A.Curtis
- Rhynchospora dives Standl.
- Rhynchospora domingensis Urb.
- Rhynchospora donselaarii M.T.Strong
- Rhynchospora duckei Gross
- Rhynchospora duidae Steyerm.
- Rhynchospora durangensis Kral & W.W.Thomas
- Rhynchospora ebracteata (Standl.) H.Pfeiff.
- Rhynchospora eburnea Kral & W.W.Thomas
- Rhynchospora edwalliana Boeckeler
- Rhynchospora elatior Kunth
- Rhynchospora elegantula Maury
- Rhynchospora elliottii A.Dietr.
- Rhynchospora emaciata (Nees) Boeckeler
- Rhynchospora enmanuelis Luceño & Rocha
- Rhynchospora eurycarpa A.C.Araujo & Longhi-Wagner
- Rhynchospora exaltata Kunth
- Rhynchospora exilis Boeckeler
- Rhynchospora eximia (Nees) Boeckeler
- Rhynchospora exserta C.B.Clarke
- Rhynchospora faberi C.B.Clarke
- Rhynchospora fallax Uittien
- Rhynchospora fascicularis (Michx.) Vahl
- Rhynchospora fauriei Franch.
- Rhynchospora fernaldii Gale
- Rhynchospora filifolia A.Gray
- Rhynchospora filiformis Vahl
- Rhynchospora floridensis (Britton ex Small) H.Pfeiff.
- Rhynchospora fujiana Makino
- Rhynchospora fusca (L.) W.T.Aiton
- Rhynchospora gageri Britton
- Rhynchospora galeana Naczi, W.M.Knapp & G.Moor
- Rhynchospora gigantea Link
- Rhynchospora glaziovii Boeckeler
- Rhynchospora globosa (Kunth) Roem. & Schult.
- Rhynchospora globularis (Chapm.) Small
- Rhynchospora glomerata (L.) Vahl
- Rhynchospora gollmeri Boeckeler
- Rhynchospora gracilenta A.Gray
- Rhynchospora gracillima Thwaites & Hook.
- Rhynchospora grandifolia Boeckeler
- Rhynchospora grayi Kunth
- Rhynchospora guaramacalensis M.T.Strong
- Rhynchospora hakkodensis Mochizuki
- Rhynchospora harperi Small
- Rhynchospora harveyi W.Boott
- Rhynchospora hassleri C.B.Clarke
- Rhynchospora hatschbachii T.Koyama
- Rhynchospora heterochaeta S.T.Blake
- Rhynchospora heterolepis Boeckeler
- Rhynchospora hieronymi Boeckeler
- Rhynchospora hildebrandtii Boeckeler
- Rhynchospora hirsuta (Vahl) Vahl
- Rhynchospora hirta (Nees) Boeckeler
- Rhynchospora hirticeps (Kük.) T.Koyama
- Rhynchospora hispidula Griseb.
- Rhynchospora holoschoenoides (Rich.) Herter
- Rhynchospora hookeri Boeckeler
- Rhynchospora iberae Guagl.
- Rhynchospora ierensis C.D.Adams
- Rhynchospora ignorata Boeckeler
- Rhynchospora imeriensis (Kük.) W.W.Thomas
- Rhynchospora immensa Kük.
- Rhynchospora inexpansa (Michx.) Vahl
- Rhynchospora intermedia (Chapm.) Britton
- Rhynchospora inundata (Oakes) Fernald
- Rhynchospora jaliscensis McVaugh
- Rhynchospora jamaicensis Britton
- Rhynchospora joveroensis Britton
- Rhynchospora jubata Liebm.
- Rhynchospora junciformis (Kunth) Boeckeler
- Rhynchospora killipii Gross
- Rhynchospora knieskernii J.Carey
- Rhynchospora kunthii Nees ex Kunth
- Rhynchospora kuntzei C.B.Clarke ex Kuntze
- Rhynchospora lapensis C.B.Clarke
- Rhynchospora latibracteata Guagl.
- Rhynchospora latifolia (Baldwin ex Elliott) W.W.Thomas
- Rhynchospora leae C.B.Clarke
- Rhynchospora legrandii Kük. ex Barros
- Rhynchospora leptorhyncha C.Wright
- Rhynchospora leucoloma A.C.Araujo & Longhi-Wagner
- Rhynchospora leucostachys Boeckeler
- Rhynchospora lindeniana Griseb.
- Rhynchospora lindmanii H.Pfeiff.
- Rhynchospora locuples C.B.Clarke
- Rhynchospora longa (Lindm.) H.Pfeiff.
- Rhynchospora longibracteata Boeckeler
- Rhynchospora longiflora C.Presl
- Rhynchospora longifolia Boeckeler
- Rhynchospora longisetis R.Br.
- Rhynchospora luetzelburgiana Kük.
- Rhynchospora macra (C.B.Clarke ex Britton) Small
- Rhynchospora macrochaeta Steud. ex Boeckeler
- Rhynchospora macrostachya Torr. ex A.Gray
- Rhynchospora maguireana T.Koyama
- Rhynchospora malasica C.B.Clarke
- Rhynchospora mandonii C.B.Clarke
- Rhynchospora marcelo-guerrae Luceño & M.Alves
- Rhynchospora marisculus Lindl. & Nees
- Rhynchospora marquisensis F.Br.
- Rhynchospora mayarensis León
- Rhynchospora megalocarpa A.Gray
- Rhynchospora megaplumosa E.L.Bridges & Orzell
- Rhynchospora megapotamica (A.Spreng.) H.Pfeiff.
- Rhynchospora melanocarpa A.C.Araujo & W.W.Thomas
- Rhynchospora mendoncana Boeckeler
- Rhynchospora metralis C.B.Clarke
- Rhynchospora mexicana (Liebm.) Steud.
- Rhynchospora microcarpa Baldwin ex A.Gray
- Rhynchospora microcephala (Britton) Britton
- Rhynchospora miliacea (Lam.) A.Gray
- Rhynchospora minor Nees
- Rhynchospora mixta Britton
- Rhynchospora modesti-lucennoi Castrov.
- Rhynchospora mollis (Wall.) Schult.
- Rhynchospora montana (Uittien) H.Pfeiff.
- Rhynchospora nanuzae Rocha & Luceño
- Rhynchospora nardifolia (Kunth) Boeckeler
- Rhynchospora neesii Steud.
- Rhynchospora nervosa (Vahl) Boeckeler
- Rhynchospora nipensis Britton
- Rhynchospora nitens (Vahl) A.Gray
- Rhynchospora nivea Boeckeler
- Rhynchospora nuda Gale
- Rhynchospora oaxacana Kral & W.W.Thomas
- Rhynchospora odorata C.Wright ex Griseb.
- Rhynchospora oligantha A.Gray
- Rhynchospora oreoboloidea Gómez-Laur.
- Rhynchospora organensis C.B.Clarke
- Rhynchospora pallida M.A.Curtis
- Rhynchospora palustris Boeckeler
- Rhynchospora panicifolia Maury
- Rhynchospora papillosa W.W.Thomas
- Rhynchospora paraensis Schrad. ex Kunth
- Rhynchospora paramora Steyerm.
- Rhynchospora paranaensis A.C.Araujo & W.W.Thomas
- Rhynchospora patuligluma C.B.Clarke ex Lindm.
- Rhynchospora pedersenii Guagl.
- Rhynchospora perplexa Britton
- Rhynchospora perrieri Cherm.
- Rhynchospora pilosa Boeckeler
- Rhynchospora pirrensis W.W.Thomas
- Rhynchospora planifolia (T.Koyama) W.W.Thomas
- Rhynchospora pleiantha (Kük.) Gale
- Rhynchospora plumosa Elliott
- Rhynchospora pluricarpa Pilg.
- Rhynchospora plusquamrobusta Luceño & M.Martins
- Rhynchospora polyantha Steud.
- Rhynchospora polyphylla (Vahl) Vahl
- Rhynchospora polystachys (Turrill) H.Pfeiff.
- Rhynchospora praecincta Maury ex Micheli
- Rhynchospora prenteloupiana Boeckeler
- Rhynchospora pruinosa Griseb.
- Rhynchospora pseudomacrostachya Gerry Moore, Guagl. & Zartman
- Rhynchospora pterochaeta F.Muell.
- Rhynchospora pubera (Vahl) Boeckeler
- Rhynchospora pubisquama M.T.Strong
- Rhynchospora punctata Elliott
- Rhynchospora pusilla Chapm. ex M.A.Curtis
- Rhynchospora racemosa C.Wright ex Sauvalle
- Rhynchospora radicans (Schltdl. & Cham.) H.Pfeiff.
- Rhynchospora rariflora (Michx.) Elliott
- Rhynchospora recognita (Gale) Kral
- Rhynchospora recurvata (Nees) Steud.
- Rhynchospora reptans (Rich.) Kük.
- Rhynchospora ridleyi C.B.Clarke
- Rhynchospora riedeliana C.B.Clarke
- Rhynchospora rigidifolia (Gilly) T.Koyama
- Rhynchospora riparia (Nees) Boeckeler
- Rhynchospora robusta (Kunth) Boeckeler
- Rhynchospora roraimae Kük.
- Rhynchospora rosae W.W.Thomas
- Rhynchospora rosemariana D.A.Simpson
- Rhynchospora rostrata Lindm.
- Rhynchospora rubra (Lour.) Makino
- Rhynchospora rudis C.B.Clarke
- Rhynchospora rugosa (Vahl) Gale
- Rhynchospora ruiziana Boeckeler
- Rhynchospora rupestris A.C.Araújo & W.W.Thomas
- Rhynchospora rupicola M.T.Strong
- Rhynchospora sampaioana Gross
- Rhynchospora sanariapensis Steyerm.
- Rhynchospora sartoriana Boeckeler
- Rhynchospora saxisavannicola M.T.Strong
- Rhynchospora scabrata Griseb.
- Rhynchospora schiedeana (Schltdl.) Kunth
- Rhynchospora schmidtii Kük.
- Rhynchospora schomburgkiana (Boeckeler) T.Koyama
- Rhynchospora schottmuelleri Boeckeler
- Rhynchospora scirpoides (Torr.) Griseb.
- Rhynchospora sclerioides Hook. & Arn.
- Rhynchospora scutellata Griseb.
- Rhynchospora sellowiana Steud.
- Rhynchospora semihirsuta Boeckeler
- Rhynchospora semiinvolucrata J.Presl & C.Presl
- Rhynchospora seslerioides Griseb.
- Rhynchospora setigera (Kunth) Griseb.
- Rhynchospora shaferi Britton
- Rhynchospora siguaneana Britton
- Rhynchospora simplex (Kük.) Kük.
- Rhynchospora smithii W.W.Thomas
- Rhynchospora sola Gale
- Rhynchospora solitaria R.M.Harper
- Rhynchospora spectabilis Hochst. ex C.Krauss
- Rhynchospora splendens Lindm.
- Rhynchospora spruceana C.B.Clarke
- Rhynchospora squamulosa Kük.
- Rhynchospora stenocarpa Kunth
- Rhynchospora stenophylla Chapm.
- Rhynchospora steyermarkii T.Koyama
- Rhynchospora stokesii F.Br.
- Rhynchospora stolonifera (Nees) Boeckeler
- Rhynchospora stricta Boeckeler
- Rhynchospora subdicephala T.Koyama
- Rhynchospora subimberbis Griseb.
- Rhynchospora sublanata Lindeman & Donsel.
- Rhynchospora submarginata Kük.
- Rhynchospora subplumosa C.B.Clarke
- Rhynchospora subsetigera H.Pfeiff.
- Rhynchospora subsetosa C.B.Clarke
- Rhynchospora subtenuifolia Kük.
- Rhynchospora subtilis Boeckeler
- Rhynchospora talamancensis Gómez-Laur. & W.W.Thomas
- Rhynchospora tenella (Nees) Boeckeler
- Rhynchospora tenerrima Nees ex Spreng.
- Rhynchospora tenuifolia Griseb.
- Rhynchospora tenuis Link
- Rhynchospora tepuiana Steyerm.
- Rhynchospora terminalis (Nees) Steud.
- Rhynchospora testacea Boeckeler
- Rhynchospora thornei Kral
- Rhynchospora tomentosa Steyerm.
- Rhynchospora torresiana Britton & Standl.
- Rhynchospora torreyana A.Gray
- Rhynchospora tracyi Britton
- Rhynchospora trichochaeta C.B.Clarke
- Rhynchospora trichophora Nees
- Rhynchospora triflora Vahl
- Rhynchospora trispicata (Nees) Schrad. ex Steud.
- Rhynchospora tuerckheimii C.B.Clarke ex Kük.
- Rhynchospora umbraticola Poepp. & Kunth
- Rhynchospora uniflora Boeckeler
- Rhynchospora unisetosa T.Koyama
- Rhynchospora urbanii Boeckeler
- Rhynchospora velloziiformis T.Koyama
- Rhynchospora velutina (Kunth) Boeckeler
- Rhynchospora vulcani Boeckeler
- Rhynchospora warmingii Boeckeler
- Rhynchospora waspamensis Kral & W.W.Thomas
- Rhynchospora watsonii (Britton) Davidse
- Rhynchospora widgrenii Boeckeler
- Rhynchospora wightiana (Nees) Steud.
- Rhynchospora wrightiana Boeckeler
- Rhynchospora zacualtipanensis M.T.Strong